# Норсенг, Олав
Олав Норсенг (норв. Olav Norseng, 24 февраля 1871– 21 июля 1951) – норвежский конькобежец. Участник чемпионата Европы-1894 в Хамаре (Норвегия), занял в общем зачёте четвёртое место. В 1901-1902 годах был председателем Норвежской ассоциации конькобежцев.

## Достижения
| турнир                            | дата                 | город | 500 м                | 1500 м                   | 5000 м     | место |
| --------------------------------- | -------------------- | ----- | -------------------- | ------------------------ | ---------- | ----- |
| 2-й чемпионат Европы – многоборье | 24 – 25 февраля 1894 | Хамар | 49,4 (4), 49,2 (3/q) | 2.38,8 (4), 2.34,6 (4/q) | 9.13,6 (5) | (4)   |

## Ссылка
- Сайт SkateResults.com, анг.
- Сайт Deutsche Eisschnelllauf-Gemeinschaft, нем.